# Polymixis caroli
Polymixis caroli är en fjärilsart som beskrevs av Plante 1975. Polymixis caroli ingår i släktet Polymixis och familjen nattflyn. Inga underarter finns listade i Catalogue of Life.